# Dennis Selkoe
Dennis J. Selkoe (New York, 1943) is een Amerikaans hoogleraar neurologische aandoeningen en aangesteld als Vincent and Stella Coates Professor aan de Harvard Medical School. 

## Levensloop
In 1969 behaalde hij zijn doctoraat aan de School of Medicine van de Universiteit van Virginia. Sinds 1975 werkt hij aan de Harvard Medical School in Boston en in 1990 werd hij er hoogleraar neurowetenschappen. In 2000 werd hij benoemd tot titularis van de leerstoel die daardoor naar de Selkoe, Vincent and Stella Coates Professor of Neurological Diseases Chair is hernoemd.
Zijn volledige onderzoekswerk betrof het ontrafelen van de moleculaire mechanismen achter de ziekte van Alzheimer. Hij is een wereldwijd veel geciteerd alzheimeronderzoeker. Dit onderzoekswerk leverde ook inzichten op in celbiologische processen zoals eiwittransport en in neurologische aandoeningen als de ziekte van Parkinson, de ziekte van Huntington en sommige dementiën.
Selkoe publiceerde in onder meer Nature, Annual Review of Cell Biology, Annual Review of Neuroscience en Cell en Neuron. Hij is lid van een aantal redacties, onder meer van de Annual Review of Neuroscience en het American Journal of Alzheimer's Disease.

## Erkenning
In 1989 was hij de tweede laureaat van de Potamkin Prize for Research in Pick's, Alzheimer's, and Related Diseases van de American Academy of Neurology. In 2002 kreeg hij de Dr. A.H. Heinekenprijs voor geneeskunde "voor zijn onschatbare inbreng in de ontwikkeling van het moleculaire onderzoek naar hersenziekten, in het bijzonder die van Alzheimer." Daarnaast ontving hij in 1991 een eredoctoraat van de Harvard-universiteit en kreeg hij de Mathilde Solowey Award in the Neurosciences van de Foundation for Advanced Education in the Sciences (National Institutes of Health), de Boerhaavepenning van de Universiteit Leiden, en de Pioneer Award van de Amerikaanse Alzheimer's Association. Hij is lid van de door de Europese Unie ondersteunde kamer van Geneeskunde van de European Academy of Sciences and Arts in Salzburg. Op 4 februari 2013 kreeg hij een eredoctoraat aan de KU Leuven.

## Selecte bibliografie
- Haass C., Schlossmacher M.G., Hung A.Y., Vigo-Pelfrey C., Mellon A., Ostaszewski B.L., Lieberburg I., Koo E.H., Schenk D., Teplow D.B., Selkoe D.J. Amyloid beta-peptide is produced by cultured cells during normal metabolism. Nature 359 (1992) 322-325.
- Yamazaki T., Selkoe D.J., Koo E.H. Trafficking of cell surface B-amyloid precursor protein: Retrograde and transcytotic transport in cultured neurons. J. Cell Biol. 129 (1995) 431-442.
- Xia W., Zhang J., Perez R, Koo E.H., Selkoe D.J. Interaction between amyloid precursor protein and presenilins in mammalian cells: Implications for the pathogenesis of Alzheimer's disease. Pro.Natl. Acad.Sci.USA 94 (1997) 8208-8213.
- Wolfe M.S., Xia W., Ostaszewski B.L., Diehl T.S., Selkoe D.J. Two transmembrane aspartates in presenilin-1 required for presenilin endoproteolysis and g-secretase activity. Nature 398 (1999) 513-517.
- Bertram L., Blacker D., Mullin K., Keeney D., Jones J., Basu S., Yhu S., McInnis M.G., Go R.C., Vekrellis K., Selkoe D.J., Saunders A.J., Tanzi R.E. Evidence for genetic linkage of Alzheimer's disease to chromosome 10q. Science 290 (2000) 2302-2303.